# اوکتیابرسکویه (شهرستان ایگلینسکی، باشقیرستان)
اوکتیابرسکویه (انگلیسی: Oktyabrskoye, Iglinsky District, Republic of Bashkortostan) یک شهرک در شهرستان ایگلینسکی استان باشقیرستان کشور روسیه است.